# Вачково (Кардымовский район)
Вачково — посёлок в Смоленской области России, в Кардымовском районе. Расположена в центральной части области в 8 км к юго-востоку от Кардымова, на правом берегу реки Надва, в 6 км южнее автодороги Р134 «Старая Смоленская дорога» Смоленск — Дорогобуж — Вязьма — Зубцов. Население — 409 жителей (2007 год). Входит в состав Первомайского сельского поселения.

## Экономика
В посёлке расположен молочно-консервный комбинат по производству сухого молока ЗАО «Кардымовский молочно-консервный комбинат» (основан в 1912 году), детский сад.